# Her First Romance
Her First Romance is een Amerikaanse muziekfilm uit 1940 onder regie van Edward Dmytryk.

## Verhaal
De studente Linda Strong en haar veel mooiere zus Eileen zijn beiden verliefd op Philip Niles. Ze worden geholpen door hun knappe nicht, die verwikkeld is in een stormachtige verloving.

## Rolverdeling
| Acteur              | Personage       |
| ------------------- | --------------- |
| Edith Fellows       | Linda Strong    |
| Wilbur Evans        | Philip Niles    |
| Julie Bishop        | Eileen Strong   |
| Alan Ladd           | John Gilman     |
| Judith Linden       | Marian Strong   |
| Roger Daniel        | Donald Whiting  |
| Marian Kerby        | Katy            |
| Marlo Dwyer         | Susan Sloan     |
| Ottola Nesmith      | Mevrouw Whiting |
| Ray Hirsch          | Butch           |
| Alexandria Moreland | Gladys Jones    |
| Edwin Brian         | Student         |
| Julie Sheldon       | Nancy           |
| John Adamson        | Friday          |